# Ceriana wui
Ceriana wui är en tvåvingeart som först beskrevs av Shannon 1925.  Ceriana wui ingår i släktet griffelblomflugor, och familjen blomflugor. Inga underarter finns listade i Catalogue of Life.